# Binghamton Whalers
I Binghamton Whalers sono stati una squadra di hockey su ghiaccio dell'American Hockey League con sede nella città di Binghamton, nello stato di New York. Nati nel 1980 e sciolti nel 1990, nel corso degli anni sono stati affiliati alla franchigia degli Hartford Whalers.

## Storia
I Whalers nacquero come formazione affiliata alla franchigia di Hartford, e da essi trassero ispirazione anche per il logo: preso il logo degli Hartford Whalers lo rovesciarono su un lato per formare una B che richiamasse la città di Binghamton. I Whalers disputarono i playoff per sette stagioni, arrivando nel 1982 a disputare la finale della Calder Cup, persa contro New Brunswick. Nella loro ultima stagione di attività, quella 1989-90, riuscirono ad ottenere il pessimo record 11-60-9, risultando così gli ultimi della lega. La percentuale di vittorie del 19,4% fu la peggiore dell'intera storia della AHL. Al termine di quell'anno la franchigia fu acquistata dall'organizzazione dei New York Rangers.
L'anno successivo gli Hartford Whalers si affiliarono agli Springfield Indians, e sette dei giocatori rimasti dalla terribile stagione 1989-90 conquistarono con la maglia degli Indians la settima ed ultima Calder Cup nella storia della franchigia. Nel 1997, quando la squadra di riferimento dei Whalers lasciò Hartford, il posto lasciato vacante fu preso proprio dai Binghamton Rangers.

### Affiliazioni
Nel corso della loro storia i Binghamton Whalers sono stati affiliati alle seguenti franchigie della National Hockey League:
- Hartford Whalers: (1980-1990)
- Pittsburgh Penguins: (1980-1981)
- Washington Capitals: (1984-1988)

## Record stagione per stagione
| Stagione           | Division | Gare | V  | S  | P | OTL | Punti | GF  | GS  | Piazzamento | Play-off                                                                                           |
| ------------------ | -------- | ---- | -- | -- | - | --- | ----- | --- | --- | ----------- | -------------------------------------------------------------------------------------------------- |
| Binghamton Whalers |          |      |    |    |   |     |       |     |     |             | |
| 1980-81            | South    | 80   | 32 | 42 | 6 | -   | 70    | 296 | 336 | 3°          | perde 1º turno (Adirondack) 2-4                                                                    |
| 1981-82            | South    | 80   | 46 | 28 | 6 | -   | 98    | 329 | 266 | 1°          | vince 1º turno (Hershey) 3-2 vince semifinali (Rochester) 4-1 perde Calder Cup (New Brunswick) 1-4 |
| 1982-83            | South    | 80   | 36 | 36 | 8 | -   | 80    | 320 | 333 | 4°          | perde 1º turno (Rochester) 1-4                                                                     |
| 1983-84            | South    | 80   | 33 | 43 | 4 | -   | 70    | 359 | 388 | 6°          | |
| 1984-85            | South    | 80   | 52 | 20 | 8 | -   | 112   | 388 | 265 | 1°          | vince 1º turno (Springfield) 4-0 perde semifinali (Baltimore) 0-4                                  |
| 1985-86            | South    | 80   | 42 | 34 | 5 | -   | 87    | 316 | 290 | 2°          | perde 1º turno (St. Catharines) 2-4                                                                |
| 1986-87            | South    | 80   | 47 | 26 | - | 7   | 101   | 309 | 259 | 2°          | vince 1º turno (New Haven) 4-3 perde semifinali (Rochester) 2-4                                    |
| 1987-88            | South    | 80   | 38 | 31 | 8 | 3   | 87    | 353 | 300 | 4°          | perde 1º turno (Hershey) 0-4                                                                       |
| 1988-89            | South    | 80   | 28 | 46 | 6 | -   | 62    | 307 | 392 | 7°          | |
| 1989-90            | South    | 80   | 11 | 60 | 9 | -   | 31    | 229 | 366 | 7°          | |

## Record della franchigia

### Singola stagione
Gol: 53  Paul Fenton (1985-86)
Assist: 84  Ross Yates (1982-83)
Punti: 130  Paul Gardner (1984-85)
Minuti di penalità: 360  Jim Thomson (1986-87)
Media gol subiti: 2.92  Peter Sidorkiewicz (1986-87)
Parate %: .901  Peter Sidorkiewicz (1984-85)

### Carriera
Gol: 120  Paul Fenton
Assist: 181  Ross Yates
Punti: 283  Ross Yates
Minuti di penalità: 723  Shane Churla
Vittorie: 94  Peter Sidorkiewicz
Shutout: 9  Peter Sidorkiewicz
Partite giocate: 273  Dallas Gaume

## Palmarès

### Premi di squadra
- John D. Chick Trophy: 2

1981-1982, 1984-1985

### Premi individuali
- Dudley "Red" Garrett Memorial Award: 2

Bob Sullivan: 1981-1982
Mike Richard: 1987-1988
- Eddie Shore Award: 2

Richie Dunn: 1984-1985
Brad Shaw: 1986-1987
- Fred T. Hunt Memorial Award: 2

Ross Yates: 1982-1983
Paul Gardner: 1984-1985
- John B. Sollenberger Trophy: 2

Ross Yates: 1982-1983
Paul Gardner: 1984-1985
- Les Cunningham Award: 2

Ross Yates: 1982-1983
Paul Gardner: 1984-1985
- Louis A. R. Pieri Memorial Award: 2

Larry Kish: 1981-1982
Larry Pleau: 1986-1987